# Acropyga exsanguis
Acropyga exsanguis é uma espécie de formiga do gênero Acropyga, pertencente à subfamília Formicinae.